# Стокдејл (Пенсилванија)
Стокдејл (енгл. Stockdale) град је у америчкој савезној држави Пенсилванија.

## Демографија
По попису из 2010. године број становника је 502, што је 53 (-9,5%) становника мање него 2000. године.
| Група             | 2000.       | 2010.       |
| Белци             | 548 (98,7%) | 492 (98,0%) |
| Афроамериканци    | 4 (0,7%)    | 0 (0,0%)    |
| Азијати           | 1 (0,2%)    | 0 (0,0%)    |
| Хиспаноамериканци | 1 (0,2%)    | 4 (0,8%)    |
| Укупно            | 555         | 502         |